# Different Class
Different Class ist das fünfte Studioalbum der britischen Rockband Pulp. Es erschien am 30. Oktober 1995 bei Island Records und PolyGram.

## Entstehung und Veröffentlichung
Different Class wurde in London aufgenommen und von Chris Thomas produziert. Es enthielt die beiden erfolgreichsten Singles der Band, die beide Platz 2 der britischen Charts erreichten: Common People und Mis-Shapes & Sorted for E's & Wizz (letztere mit zwei A-Seiten). Das Album selbst kletterte auf Platz 1 und wurde in Großbritannien mit vierfachem Platin ausgezeichnet. In Deutschland erreichte Different Class Platz 71 der Albumcharts und hielt sich neun Wochen in den Top 100.
Im September 2006 veröffentlichte Island Records eine „Deluxe Edition“ des Albums mit Bonus-CD.

## Leitmotiv
Zentrales Motiv des Albums ist das britische Klassensystem. Dies äußert sich bereits im Titel Different Class (dt. „Andere Klasse“) und schließt eine thematische Klammer um die Songs des Albums. Auf der Cover-Rückseite stehen die Worte:
Please understand. We don’t want no trouble. We just want the right to be different. That’s all.

## Titelliste
Bis auf die gekennzeichneten Ausnahmen stammen alle Songs aus der Feder von Jarvis Cocker, Nick Banks, Steve Mackey, Russell Senior, Candida Doyle und Mark Webber.
Seite 1
1. Mis-Shapes – 3:46
2. Pencil Skirt – 3:11
3. Common People (Cocker, Banks, Mackey, Senior, Doyle) – 5:50
4. I Spy – 5:55
5. Disco 2000 – 4:33
6. Live Bed Show – 3:29
Seite 2
7. Something Changed – 3:18
8. Sorted for E's & Wizz – 3:47
9. F.E.E.L.I.N.G.C.A.L.L.E.D.L.O.V.E – 6:01
10. Underwear (Cocker, Banks, Mackey, Senior, Doyle) – 4:06
11. Monday Morning – 4:16
12. Bar Italia – 3:42

## Rezeption

### Rezensionen
Different Class stieß fast ausschließlich auf positive Kritiken und ist in vielen Bestenlisten vertreten. 1996 wurde das Album mit dem Mercury Music Prize ausgezeichnet. Außerdem war Pulp im selben Jahr für vier BRIT Awards nominiert, musste sich in drei Kategorien jedoch Oasis geschlagen geben.
Der New Musical Express führt das Album auf Platz 6 der 500 besten Alben aller Zeiten. Der Song Common People belegt Platz 6 der 500 besten Songs aller Zeiten und Platz 1 der 100 besten Songs der 1990er Jahre.
Rolling Stone wählte Different Class auf Platz 85 der 100 besten Alben der 1990er Jahre und 2020 auf Platz 162 der 500 besten Alben aller Zeiten. Common People erreichte Platz 8 der 50 besten Songs des Jahrzehnts und wurde in einer Leserumfrage des Magazins zum besten Britpop-Song gekürt. 2021 belegte er zudem Platz 75 der 500 besten Songs aller Zeiten.
Die Website Pitchfork führt das Album auf Platz 1 der 50 besten Britpop-Alben und auf Platz 61 der 100 besten Alben des Jahrzehnts. Common People belegt Platz 2 der 200 besten Songs der 1990er Jahre.
Spin wählte Different Class auf Platz 35 der 300 besten Alben aus dem Zeitraum 1985 bis 2014 sowie auf Platz 43 der 90 besten Alben des Jahrzehnts.
Die englische Zeitschrift Q ließ 2000 seine Leser über die hundert besten britischen Alben abstimmen, wobei Different Class Platz 46 erreichte. Zuvor hatte dieselbe Zeitschrift das Album auf Platz 37 der besten Alben aller Zeiten gewählt.
Das Magazin Time nahm Common People in die Aufstellung der 100 besten Songs auf.

„Pulps etwas schräge Pop-Songs überwältigten eine ganze Generation und verwandelten Songs in Hymnen. Das unsterbliche und stachelige „Common People“ oder „Disco 2000“, in dem die Erinnerungen aus der Schulzeit wieder lebendig werden, gehören dazu.“

„Mitunter herzzerreißend, mitunter komisch, manchmal beides gleichzeitig. Cockers Songs weisen ihn als Meister des Pop aus. Das zentrale Stück, „Common People“, ist eine der großen Singles der 90er Jahre. Der Rest des Albums ist voller herrlicher Anleihen bei David Bowie und der Kitschdiva Laura Branigan aus den 80er Jahren.“

Das Album gehört zu den 1001 Albums You Must Hear Before You Die.

### Chartplatzierungen
| ChartsChartplatzierungen     | Höchstplatzierung | Wochen |
| ---------------------------- | ----------------- | ------ |
| Deutschland (GfK)            | 71 (9 Wo.)        | 9      |
| Österreich (Ö3)              | 24 (12 Wo.)       | 12     |
| Vereinigtes Königreich (OCC) | 1 (75 Wo.)        | 75     |

| ChartsJahrescharts (1995)    | Platzierung |
| ---------------------------- | ----------- |
| Vereinigtes Königreich (OCC) | 9           |

| ChartsJahrescharts (1996)    | Platzierung |
| ---------------------------- | ----------- |
| Vereinigtes Königreich (OCC) | 19          |

### Auszeichnungen für Musikverkäufe
| Land/Region                  | Auszeichnungen für Musikverkäufe (Land/Region, Auszeichnung, Verkäufe) | Verkäufe  |
| ---------------------------- | ---------------------------------------------------------------------- | --------- |
| Vereinigtes Königreich (BPI) | 4× Platin                                                              | 1.200.000 |
| Insgesamt                    | 4× Platin ·                                                            | 1.200.000 |